# 謝華駿
謝華駿（1953年—），出生於四川省瀘州市。中共党员，研究生课程毕业，高级经济师。
在2009年委任重慶機電控股(集團)公司及重慶機電股份有限公司管理層，1988年-1992年2月期間委任重慶二輕工業供銷總公司副總經理，直至1990年，委任重慶市工藝美術工業公司經理，到了1992年重慶市輕工業局副局長，到了1998年委任重慶市再就業辦公室秘書長，2000年至2003年期間出任重慶化醫控股（集團）公司副總裁，於2001年至2007年期間出任重慶三峽油漆股份有限公司（深交所：000565）董事，於2003年至2006年期間，出任重慶化醫控股（集團）公司總裁及董事，2006年至2008年期間，出任重慶市國有資產監督管理委員會副主任，2009年1月出任重慶市政府副秘書長、市政府办公厅党组成员。同年6月任重慶機電控股(集團)公司及重慶機電股份有限公司董事長兼黨書記。
畢業於讀北京大學行政管理學院公共行政管理專業研究生課程班，以及重慶公共管理學院研究生。值得注意是在委任重慶機電股份有限公司高層時，收購英國PTG集團所有企業股權。2013年1月24日，因2013年重庆官场不雅照事件被免职。

## 相關連結
- 謝華駿：邁開提速發展的步伐 香港文匯報（页面存档备份，存于）
- 谢华骏：打造西部装备制造业高地 中國工業新聞網（页面存档备份，存于）
- 机电集团：实施海外并购 上演开年大戏——专访机电集团董事长、党委书记谢华骏 由重慶市國有資產監督管理委員會所提供資料[永久]